# Липняки (Калининградская область)
Липняки, до 1947 года Траузен (нем. Trausen) — посёлок в Правдинском районе Калининградской области. Входит в состав Железнодорожного городского поселения.

## Население
| 2002 | 2010 |
| ---- | ---- |
| 425  | ↘303 |